# Rökfingersvamp
Rökfingersvamp (Clavaria fumosa) är en svampart som beskrevs av Pers. 1796. Rökfingersvamp ingår i släktet Clavaria  och familjen fingersvampar.  Arten är reproducerande i Sverige. Inga underarter finns listade.

## Källor

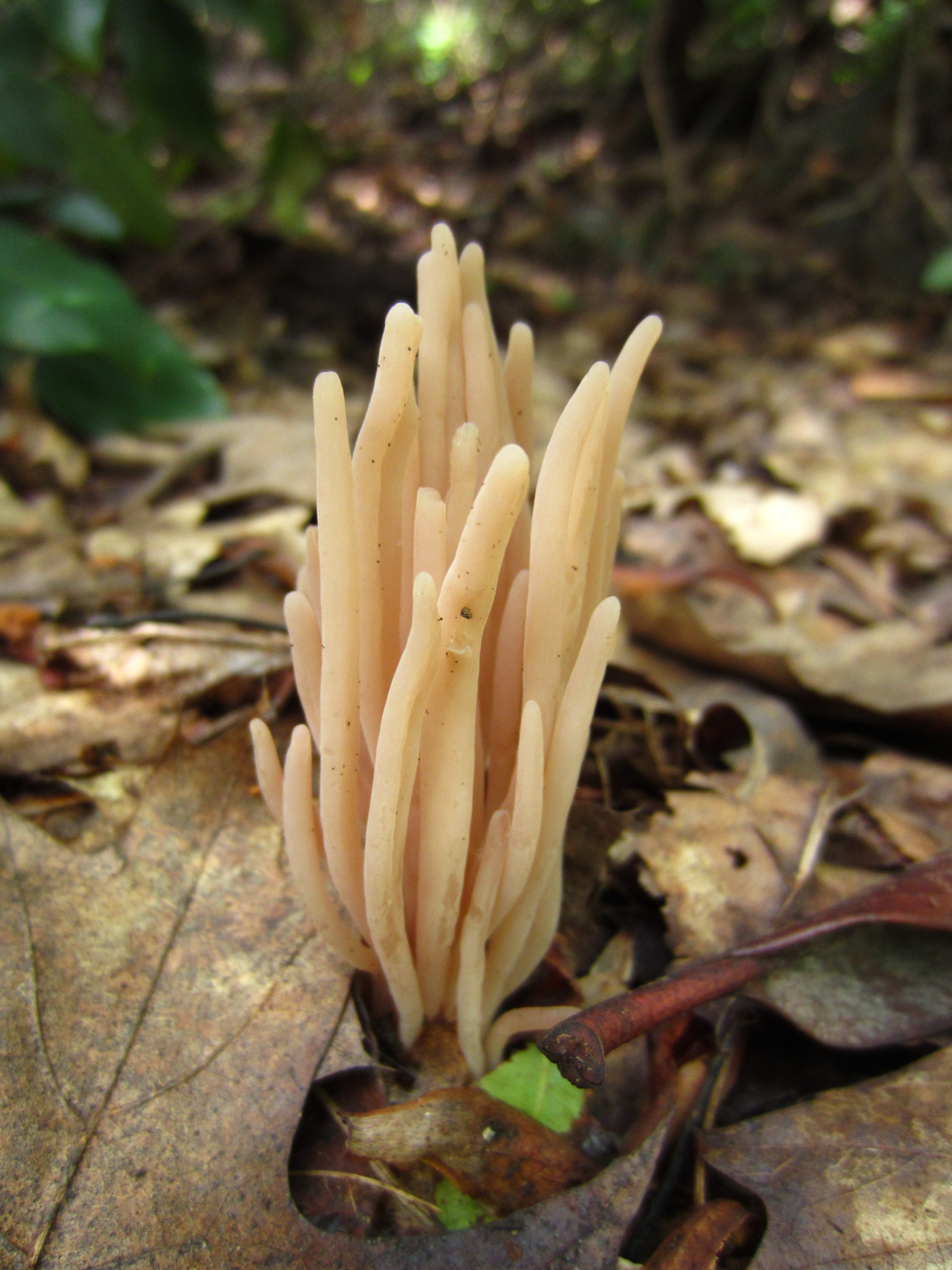
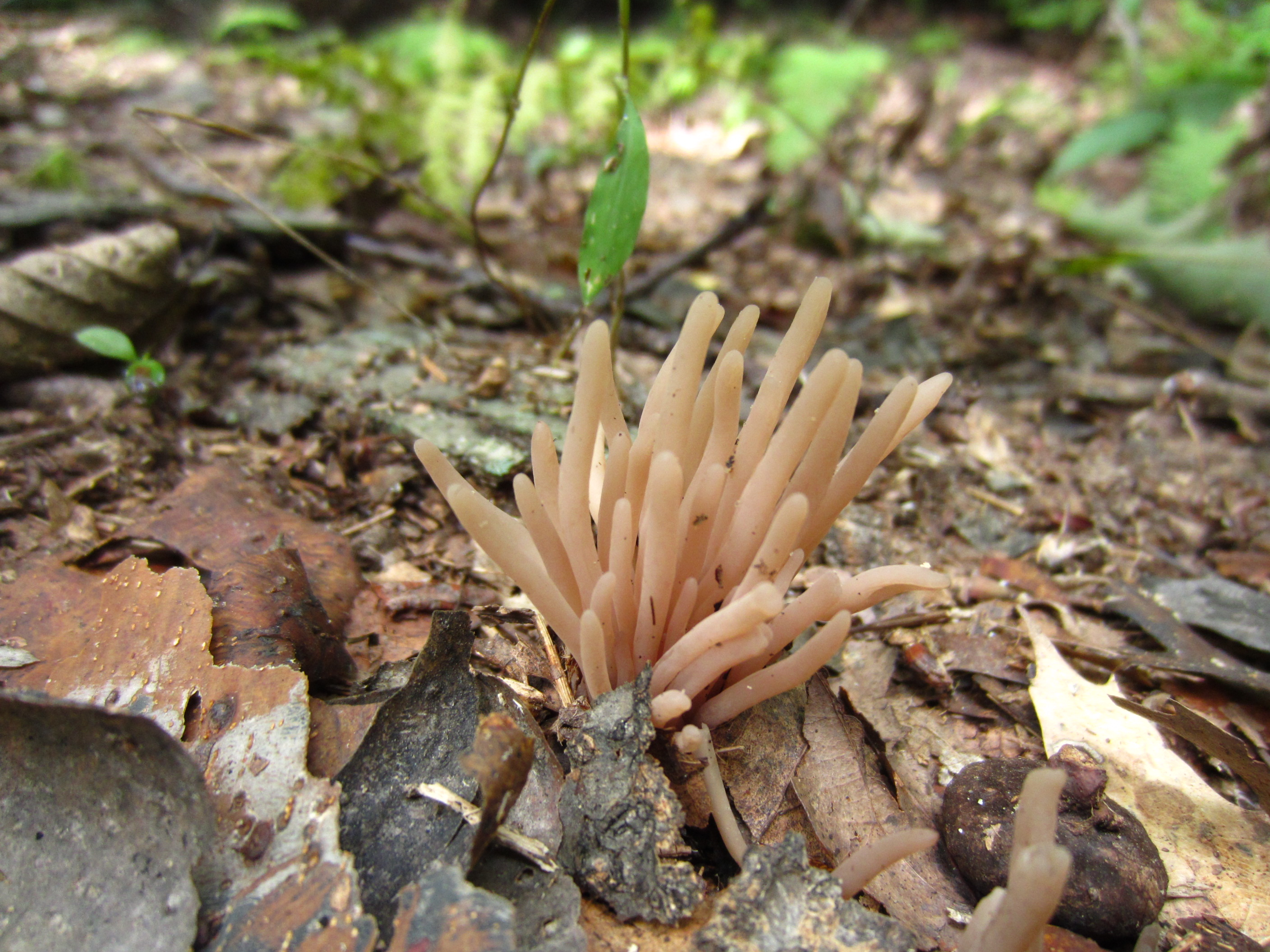
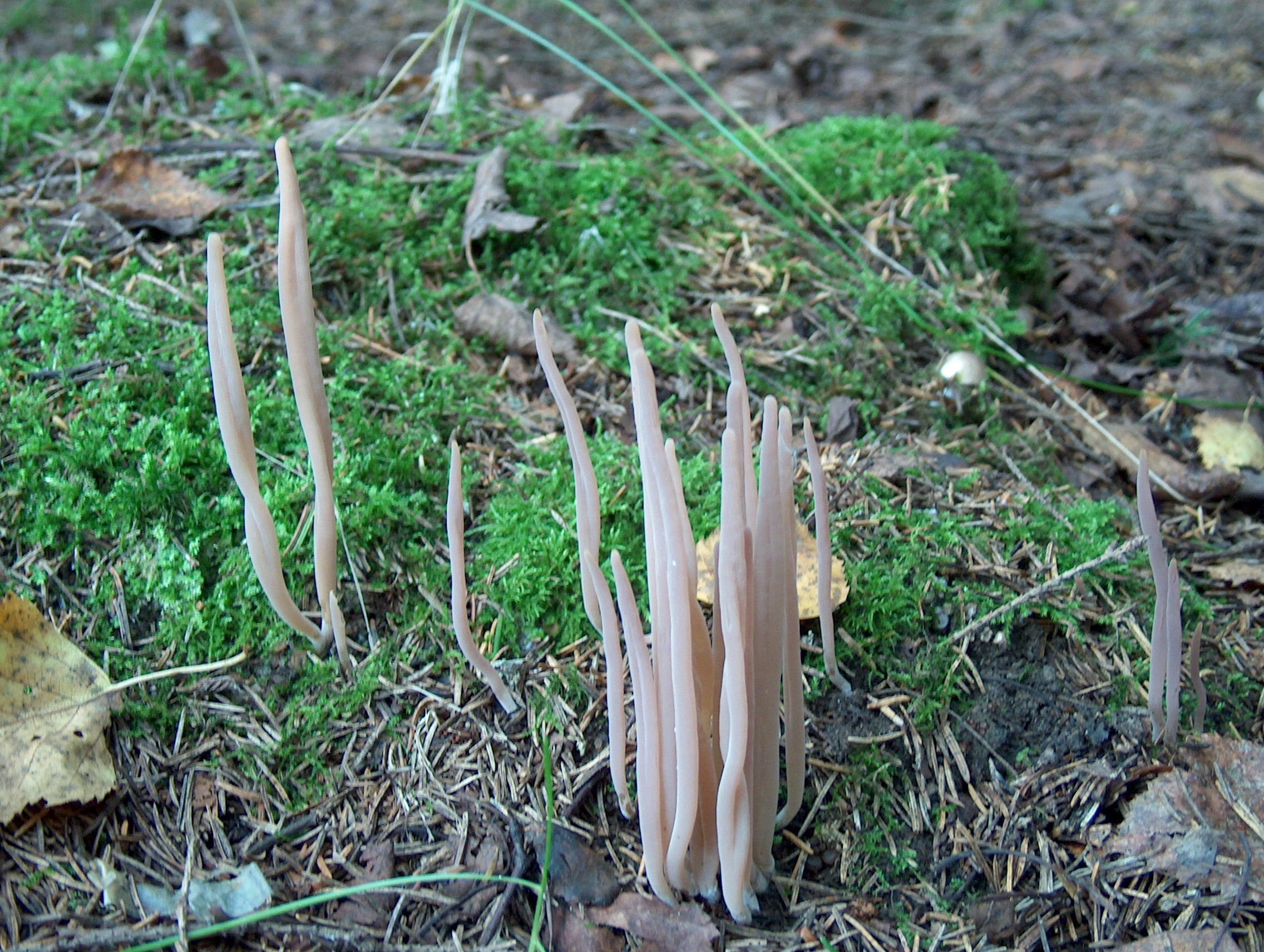
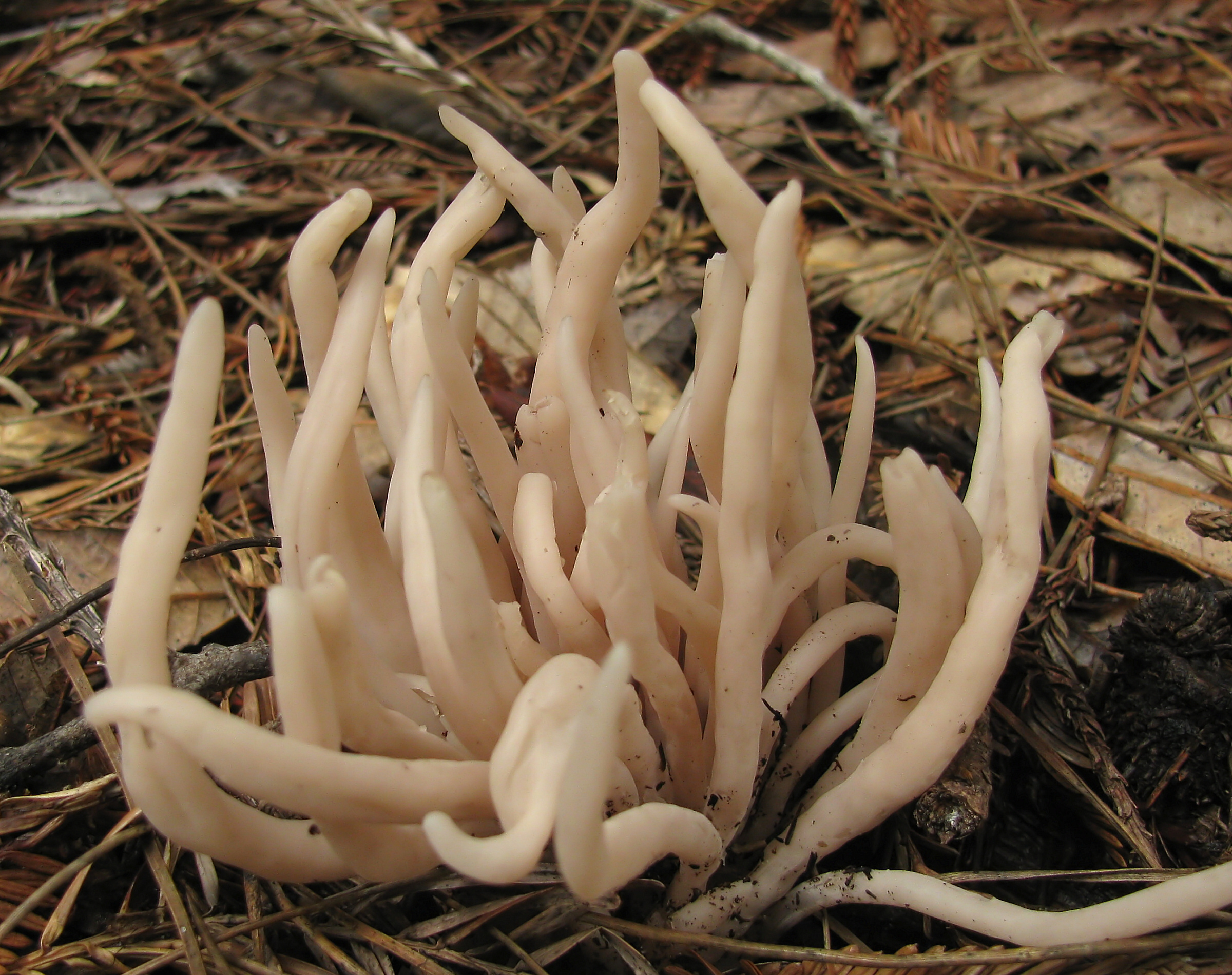
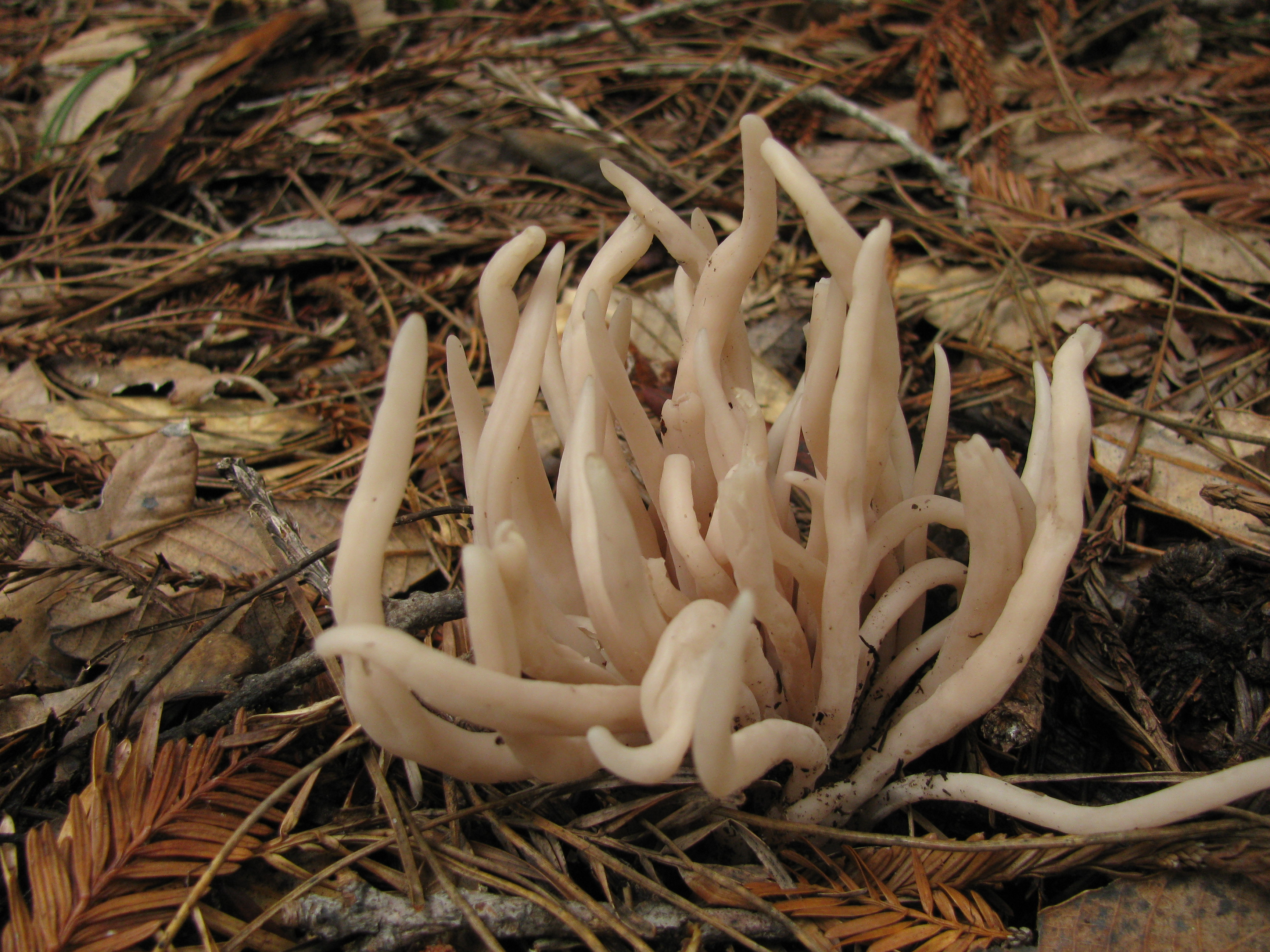